# Blassstirnkolibri
Der Blassstirnkolibri (Anthocephala floriceps), oder auch Blumenköpfchen, ist ein Vogel aus der Familie der Kolibris (Trochilidae) und die einzige Art der somit monotypischen Gattung Anthocephala. Er ist im südamerikanischen Land Kolumbien endemisch. Der Bestand wird von der IUCN als gefährdet (vulnerable) eingestuft.

## Merkmale
Der Blassstirnkolibri erreicht eine Körperlänge von etwa 8,4 Zentimetern, wobei der kurze gerade Schnabel ca. 13 Millimeter lang ist. Während beim Männchen der vordere Oberkopf gelblich-weiß gefärbt ist, ist der hintere Oberkopf rötlich-braun. Der Rest der Oberseite ist glänzend grün mit einem weißen Flecken hinter dem Auge (postokular). Die Unterseite ist gräulich-gelb. Die mittleren Schwanzfedern sind bronzegrün. Die restlichen wirken dunkel mit einem weißen Band nahe dem Ende und gelblichen Flecken. Die Weibchen sind den Männchen sehr ähnlich, haben aber einen gänzlich bräunlichen Oberkopf.

## Verbreitung und Lebensraum
Der natürliche Lebensraum des Blassstirnkolibris sind feuchte Wälder, lichtere Waldgebiete und etwas älterer Sekundärwald in Höhen zwischen 600 und 2300 Metern.

## Verhalten
Blassstirnkolibris sind meist alleine unterwegs und fliegen die Blüten der unteren Straten an. Männchen sammeln sich in kleinen Leks und zwitschern dabei beständig von gut einsehbaren Ästen aus, die sich zwischen 2 und 5 Metern über der Erde befinden. Die Brutzeit liegt vermutlich im September und Oktober.

## Gefährdung
Von der ursprünglichen Vegetation der Sierra Nevada de Santa Marta besteht nur noch ca. 15 %. Die größte Bedrohung geht vom Drogenanbau (Marihuana, Kokain) aus, den die kolumbianische Regierung durch Versprühen von Herbiziden verhindern wollte. Seit den 1950er Jahren nahm die Agrarwirtschaft (Kaffee, Viehzucht) in diesen Gebieten beständig zu, was zu einem Verlust der ursprünglichen Wälder, insbesondere in den Zentralanden führte.

## Unterarten

Verbreitungsgebiet des Blassstirnkolibris in Kolumbien

Lange wurden zwei Unterarten unterschieden. Heute wird der Weißfleckenkolibri (Anthocephala berlepschi Salvin, 1893) aufgrund von genetischer und Lebensraumuntersuchungen durch María Lozano-Jaramillo, Alejandro Rico-Guevara und Carlos Daniel Cadena in eine eigene Art gestellt. Die International Ornithologists’ Union folgt dieser Abspaltung.

## Etymologie und Forschungsgeschichte
John Gould beschrieb den Kolibri unter dem Namen Trochilus (---?) floriceps. Das Typusexemplar hatte er von Jean Linden (1817–1898) erhalten. Nachdem Charles Lucien Jules Laurent Bonaparte (1803–1857) den Kolibri der Gattung Adelomyia zugeordnet hatte, kamen Jean Louis Cabanis und Ferdinand Heine junior im Jahre 1860 zu dem Schluss, dass die Art eine eigene Gattung darstellt. Der Gattungsname setzt sich aus den griechischen Wörtern ἄνθος ánthos für „Blume, Blüte“ und κεφαλή kephalḗ für „Kopf“ zusammen. Das Artepitheton floriceps leitet sich von den lateinischen Wörtern flos, floris für „Blume“ und -ceps für „-köpfig, -gekrönt“ ab.
Die ehemalige Unterart berlepschi ist Graf Hans Hermann Carl Ludwig von Berlepsch (1850–1915) gewidmet.